# 沃尔特·焘讷里
沃尔特·博普雷·焘讷里（英語：Walter Beaupré Townley，1863年1月8日—1945年4月5日），是英国外交官，曾担任驻清朝参赞、驻阿根廷公使、驻巴拉圭公使、驻罗马尼亚公使、驻波斯公使、驻荷兰公使。他的夫人是苏珊·焘讷里，曾在1902年2月1日随美国公使康格的夫人一同觐见过慈禧太后。